# Il pleut
Il pleut, op. 102, est une œuvre de la compositrice Mel Bonis, datant de 1913.

## Composition
Mel Bonis compose Il pleut pour piano en 1913. L'œuvre est ensuite publiée aux éditions Sénart, puis rééditée en 2006 par les éditions Furore.

## Analyse
"En écoutant “Il pleut !”, on a l’impression, par le staccato vif du chant, la légèreté fluide des notes associées, d’entendre frapper la pluie derrière le carreau d’une petite maison perdue dans la campagne avec quelques bosquets autour : de courtes averses en bourrasques qu’expriment de violents double forte subito qui se calment bientôt, soudain, dans le plaisir d’une douce éclaircie, on entend “Il pleut, il pleut, bergère !”. Ce morceau est dédié à Madeleine, l’enfant secrète de l’auteur, âgée alors de treize ans, sous son nom de Madeleine Verger. Il a été choisi pour figurer dans une collection de l’éditeur Sénart, “La musique contemporaine”, anthologie d’œuvres vocales et instrumentales choisies parmi les meilleurs maîtres. "Cette pièce est aujourd'hui éditée par Furore (Kassel) dans son intégrale de la musique pour piano de Mel Bonis, dans le volume C des pièces pittoresques et poétiques.
Il pleut fait partie d'un corpus d'œuvre où la compositrice cite des mélodies populaires. Dans celle-ci, Mel Bonis cite « Il pleut, il pleut bergère ».

## Edition actuelle
- in Mel Bonis, œuvre pour piano, Voume 7, Pièces pittoresques et poétiques C ; Editions Furore, 2006

## Discographie
- Femmes de légende, par Maria Stembolskaia (piano), Ligia Digital LIDI 0103214-10, 2010, (OCLC 718391726)

## Sources
- Étienne Jardin, Mel Bonis (1858-1937) : parcours d'une compositrice de la Belle Époque, 2020 (ISBN 978-2-330-13313-9 et 2-330-13313-8, OCLC 1153996478, lire en ligne)